# 北星炭礦美流渡礦専用鉄道
北星炭礦美流渡礦専用鉄道（ほくせいたんこうみるとこうせんようてつどう）は、北海道空知郡栗沢町（現岩見沢市栗沢町）にあった日本国有鉄道（国鉄）万字線美流渡駅と上美流渡炭山を結んでいた北星炭礦の専用鉄道である。石炭輸送の他、通勤・通学客輸送のため、客車の運行も行なわれた。

## 歴史
- 1918年（大正7年）:美流渡駅-坑口間に馬車鉄道敷設。
- 1920年（大正9年）
  - 3月17日：美流渡 - 上美流渡炭山間2.8km免許
  - 12月26日：同上運輸開始
- 1921年（大正10年）11月：鉄道省による運転管理開始
- 1946年（昭和21年）10月25日：定山渓鉄道から1112（1100形）譲渡認可。車番不明客車・車掌車各1両を国鉄より借用し、旅客輸送開始
- 1951年（昭和26年）6月19日：国鉄より、2146（2120形）譲受使用認可
- 1956年（昭和31年）2月：三井鉱山美唄専用線より、2719（2700形）購入
- 1957年（昭和32年）8月：1112廃車。国鉄による運転管理を離れ、自営運転開始
- 1959年（昭和34年）頃：上美流渡炭山 - 緑間開業
- 1960年（昭和35年）12月：企業合理化により北海道炭礦汽船より分離。美流渡炭鉱（株）美流渡鉱業所となる
- 1966年（昭和41年）
  - 北海道炭礦汽船真谷地炭鉱専用鉄道より、8118 (5051)（8100形）購入
  - 5月10日：2146用途廃止認可
  - 7月15日：2146解体
- 1967年（昭和42年）10月16日：北星炭鉱の合理化による、上美流渡選炭機廃止に伴い専用鉄道廃止。2719, 8118廃車

## 駅一覧
美流渡駅 - （社）美流渡 - 桜（←桜ヶ丘） - 若葉（←旭ヶ丘） - 上美流渡炭山 - 緑

## 車両

### 客車
3両ありいずれも木製2軸客車
- ハ1　1951年竣工届。元国鉄ヨ420（明治28年神戸工場）1957年客車に改造[2]。台枠にロ420とペンキ書きされていた[3]
- ハ2　1958年竣工届。元国鉄ハ1191（大正元年天野工場製）[2]前歴は富士身延鉄道ハフ1→胆振縦貫鉄道ハフ1→ハ3[4]
- 無番号